# جان زیمن (فیلسوف)
جان مایکل زیمن (به انگلیسی: John Michael Ziman)، (زاده ۱۶ مه ۱۹۲۵ - درگذشته ۲ ژانویه ۲۰۰۵) فیزیک‌دان و اومانیست نیوزیلندی متولد بریتانیا بود که در زمینه فیزیک ماده چگال کار می‌کرد. او سخنگوی علم و همچنین معلم و نویسنده بود.
زیمن در سال ۱۹۲۵ در کمبریج انگلستان به‌دنیا آمد. والدین او سولومون نثیم زیمن و نلی فرانسیس بودند. هنگامی که زیمن نوزاد بود، خانواده به نیوزلند مهاجرت کردند. او تحصیلات ابتدایی خود را در دبیرستان همیلتون و دانشگاه ویکتوریا ولینگتون انجام داد. زیمن دکترای خود را از کالج بالیول آکسفورد گرفت و تحقیقات اولیه خود را در مورد نظریه الکترون‌ها در فلزات مایع در دانشگاه کمبریج انجام داد.
در سال ۱۹۶۴ به‌عنوان استاد فیزیک نظری در دانشگاه بریستول منصوب شد، جایی که او عناصر نظریه کوانتومی پیشرفته (۱۹۶۹) را نوشت؛ که مبانی نظریه میدان‌های کوانتومی را با شیب ماده چگال توضیح می‌دهد. در این دوره، علایق او به سمت فلسفه علم متمایل شد. او در مورد بُعد اجتماعی علم، و مسئولیت اجتماعی دانشمندان در مقالات و کتاب‌های متعددی بحث کرد.
او دو بار ازدواج کرد، در سال ۱۹۵۱ با رزماری دیکسون، و ازدواج دوم با جوآن سولومون. سه فرزند از چهار فرزندش از او به یادگار ماند.

## آثار
- زیمن, جان (1960). الکترون‌ها و فونون‌ها: نظریه پدیده‌های انتقال در جامدات. انتشارات کلارندون. ISBN 978-0-19-850779-6.
- زیمن, جان (1963). الکترون‌ها در فلزات: راهنمای کوتاهی برای سطح فرمی. انتشارات تیلور و فرانسیس. OCLC 13129448.
- زیمن, جان (1968). دانش عمومی: مقاله در باب بُعد اجتماعی علم. انتشارات دانشگاه کمبریج. ISBN 978-0-521-06894-9.
- زیمن, جان (1969). عناصر نظریه کوانتومی پیشرفته. انتشارات دانشگاه کمبریج. ISBN 978-0-521-09949-3.
- زیمن, جان (1972). اصول نظریه جامدات. انتشارات دانشگاه کمبریج. ISBN 978-0-521-29733-2.
- زیمن, جان (1976). نیروی دانش: بعد علمی جامعه. انتشارات دانشگاه کمبریج. ISBN 978-0-521-09917-2.
- زیمن, جان (1978). دانش قابل اعتماد: کاوشی در زمینه‌های اعتقاد به علم. انتشارات دانشگاه کمبریج. ISBN 978-0-521-40670-3.
- زیمن, جان (1979). مدل‌های اختلال. انتشارات دانشگاه کمبریج. ISBN 978-0-521-29280-1.
- مقدمه‌ای بر مطالعات علوم: جنبه‌های فلسفی و اجتماعی علم و فناوری، کمبریج: انتشارات دانشگاه کمبریج، ۱۹۸۷، شابک ‎۹۷۸-۰-۵۲۱-۳۴۶۸۰-۱.
- زیمن, جان (1994). پرومتئوس محدود: علم در حالت پایدار پویا. انتشارات دانشگاه کمبریج. ISBN 978-0-521-43430-0.
- زیمن, جان (1995). از یک منظر: جمعی کردن علم. انتشارات AIP (مؤسسه فیزیک آمریکا). ISBN 978-1-56396-065-9.
- زیمن, جان (2000). علم واقعی: چیست و به چه معناست. انتشارات دانشگاه کمبریج. ISBN 978-0-521-77229-7.